# 廣田和生
廣田 和生（ひろた　かずお、1960年 - ）は、日本の実業家。神奈川県バスケットボール協会 理事、株式会社ファクト元代表取締役、横浜スポーツエンタテインメント株式会社　元代表取締役、横浜ビー・コルセアーズ元代表。神奈川県出身。

## 経歴
1979年、鎌倉学園高等学校 卒業
1983年、関東学院大学 卒業
1995年、9月　株式会社ファクト（労働者派遣事業、 有料職業紹介事業）設立
2010年、3月　横浜スポーツエンタテインメント株式会社　設立
2013年、7月　株式会社横浜ビー・コルセアーズ　会長就任
廣田が関東学院大学 のバスケットボール部員であった2年次の時、当時のバスケットボール部マネージャーから「バスケットボールはプレー以外でも楽しさがあるスポーツだ」と声をかけられたのがきっかけで、プレイヤーからマネージャーに立場を移している。学生マネージャー時代には学生役員として、神奈川県学生連盟委員長と神奈川県バスケットボール協会理事を務めていた。
卒業後は、母校である関東学院大学 バスケットボール部　男子部助監督　および女子部監督を勤めるかたわら神奈川県バスケットボール協会の常務理事、一般社団法人関東大学バスケットボール連盟理事、神奈川学生バスケットボール連盟副理事長、横須賀バスケットボール協会理事を兼任し、東芝ブレイブサンダースと富士通レッドウェーブのゲームを運営・進行にも携わった。一方で実業家としても精力的に活動をしており、人材派遣や、事務作業代行サービスなど複数の会社経営に携わると共に、これらの事業に関する廣田のアイデアで特許出願も行っている。
廣田がプロバスケットボールチームの構想に本格的に着手した2000年代後半において、神奈川県のバスケットボール競技者の人口は全国有数の数を誇っていた。2009年における公益財団法人日本バスケットボール協会の競技者登録数では、神奈川県は37,026人であり、2位の北海道(32,677人)、3位の埼玉県(32,825人)を大きく上回っている。一方で実業団、日本リーグの登録者は全国9位であり、優秀な学生競技者が卒業後も県内でバスケットボールを続けるための受け皿が不足している事は明らかだった。2005年にbjリーグが発足されると、日本リーグよりも参入障壁が低い同リーグへの参加を目指して県内の複数の団体が活動を開始しており、廣田もその機運の中でプロバスケットチームの発足に向けた活動を開始した。この年、2005年6月22日に横浜ビー・コルセアーズの原形となる組織が発足されている。
同時期にbjリーグへの加入を目指した団体の中で、廣田に有利だったのはbjリーグ側が参入団体に強く求めていたのは｢事業性｣と｢地域性｣であったことである。地域性の強化には地域のバスケットボール協会との協力体制の確立が不可欠だが、既に協会の理事であった廣田はまさに適任であった。他の団体から見れば、神奈川県バスケットボール協会の理事である廣田、また廣田の計画に参画している神奈川県バスケットボール協会の事務局長だった元日本代表の小川直樹（横浜ビー・コルセアーズ初代ゼネラルマネージャー）などを差し置いて、他の団体が県バスケットボール協会との協力体制を確立するのは現実的には難しかったとも言える。この時期には白澤卓（現SEAGULLSバスケットボールクラブ代表）のように、廣田とは別に神奈川県のプロバスケットボールチームの設立に動いていた関係者の一部も廣田の計画に合流している。2010年 3月にはバスケットボールチームの運営をするための組織として横浜スポーツエンターテインメント(YSE)株式会社を設立している。リーグの審査を経て8月26日に参入が承認され、チーム名は公募により横浜ビー・コルセアーズとなった。
ここまでの準備は順調に進んだが、チームの設立準備中の2011年3月に東日本大震災が発生したことで、スポンサー集めが大きく難航したことが、その後のチームの立ち上げ時の経営に大きく影を落とすことになった。バスケットボールチームとしての横浜ビー・コルセアーズの競技成績は順調で、初年度から強豪の仲間入りを果たし、1年目の2011-2012シーズンは参入初年度にも係わらずプレーオフでセミファイナルまで進出、2年目の2012-2013シーズンはプレーオフも勝ち上がり、初優勝を遂げた。しかし観客数は1試合平均1203人とbjリーグ全体では13位と伸び悩み、この2012-2013シーズンの終盤には経営危機が表面化している。なんとかシーズン終了まで持ちこたえたものの、シーズン終了時点で債務超過と運用資金不足によりYSEは実質的な破綻状態となっていた。なお関連の度合いは不明だが横浜ビー・コルセアーズの経営危機が表面化したのと、同時期である2012年12月に廣田が元々経営していた人材派遣会社も経営危機に陥っている。
2012-2013シーズン終了後の2013年5月には選手契約や試合運営を含め、球団運営をYSEからbjリーグのプロデュースを手がけている大手広告通信社に全面委託することになり。2013年7月付けで廣田は横浜ビー・コルセアーズの代表から実質的に経営を手放す形で会長職に退いた。同時に廣田が保有していた横浜ビー・コルセアーズの株式(100% 1680株)を一旦YSEに無償で譲渡し、YSEはそのうち51％をバディ企画研究所に譲渡。代わりに同社から融資を受けて当座の運転資金を調達した。残り49％は1株5万円で一般公募で売却した。以後はチーム運営は大手広告通信社が担い、YSEはバディ企画研究所と共にバスケットボールスクール運営などに取り組むことになった。2015年までは横浜スポーツエンタテインメント(YSE)が大手広告通信社に球団運営を委託する形だったが、2015年にYSEは解散となり、2015年10月5日付けで新運営会社　株式会社横浜ビー・コルセアーズが発足したことで廣田は球団運営から完全に手を引いた。
2020年現在は横浜ビー・コルセアーズの会長職からも退き、神奈川県、横須賀、関東大学連盟などのバスケットボール協会の理事職として活動している。現在も横浜ビー・コルセアーズの主催試合中継における解説を務める事がある。

## 備考
- 横浜ビー・コルセアーズが、立ち上げからわずか2年足らずで実質的な経営破綻に陥った理由として、廣田は以下の3点を挙げている。
  - チーム立ち上げ時期(2011年3月）に発生した東日本大震災の影響で当初予定していたスポンサーのほとんどが撤退してしまい、当初予定の1/10しかスポンサー収入が集まらなかったこと[4]。
  - 横浜スポーツエンターテインメントが社員数3名という少人数での運用となり、自治体との交渉やスポンサー集めなど全ての面でマンパワー不足による機能不全に陥っていたこと「スポンサーひとつとっても一度で当然決まるはずもなく、二度三度、十回でも二十回でも通わなければならない。また、行政との調整も一度や二度ではできません。社員は私を入れても４名。どうしてもマンパワーが不足し、我々の思惑とは違う色々なほころびが出てきました」[4]。
  - チケット収入に頼らない収益の柱と考えていたスクール事業が思うように立ち上がらなかったこと[22]。

## ギャラリー

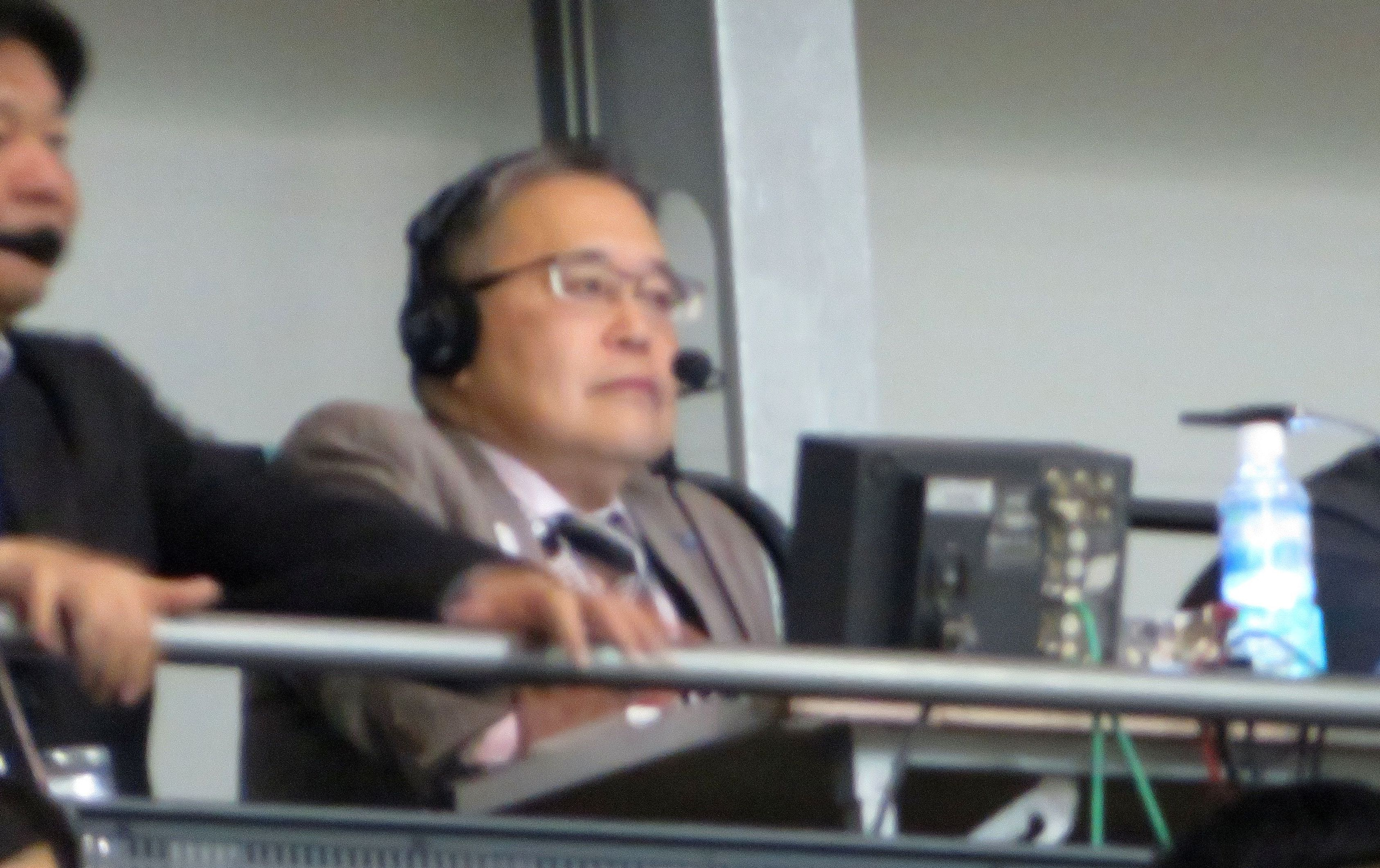
2018年12月15日　2018-19　B1 第14節　横浜-大阪　横浜国際プール